# Enantiopus
Genre
Enantiopus est un genre de poissons de la famille des Cichlidae. Toutes ses espèces sont endémiques du lac Tanganyika.

## Liste des espèces
Selon ITIS (1 février 2016) :
- Enantiopus albini (Steindachner, 1909)

FishBase (1 février 2016) ne reconnaît pas ce genre et classe ses espèces dans le genre Xenotilapia.

### Note
Auquel selon d'autres sources, il faut ajouter :
- Enantiopus melanogenis - espèce qui comprend plusieurs variétés géographiques